# Pudarci
Pudarci (cyr. Пударци) – wieś w Serbii, w mieście Belgrad, w gminie miejskiej Grocka. W 2011 roku liczyła 1353 mieszkańców.